# Ólafsfjörður

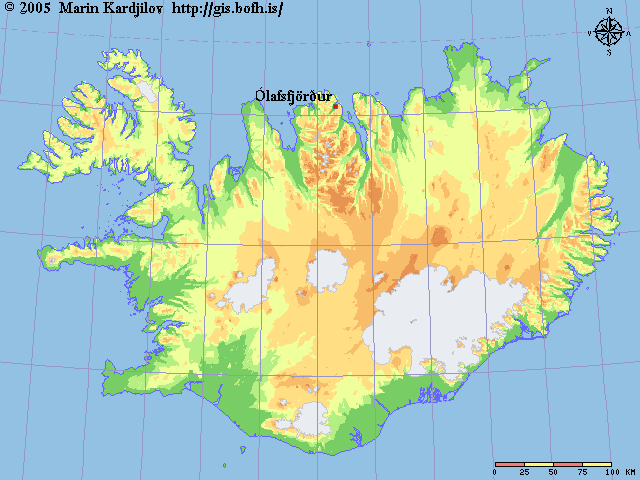
Ólafsfjörður.

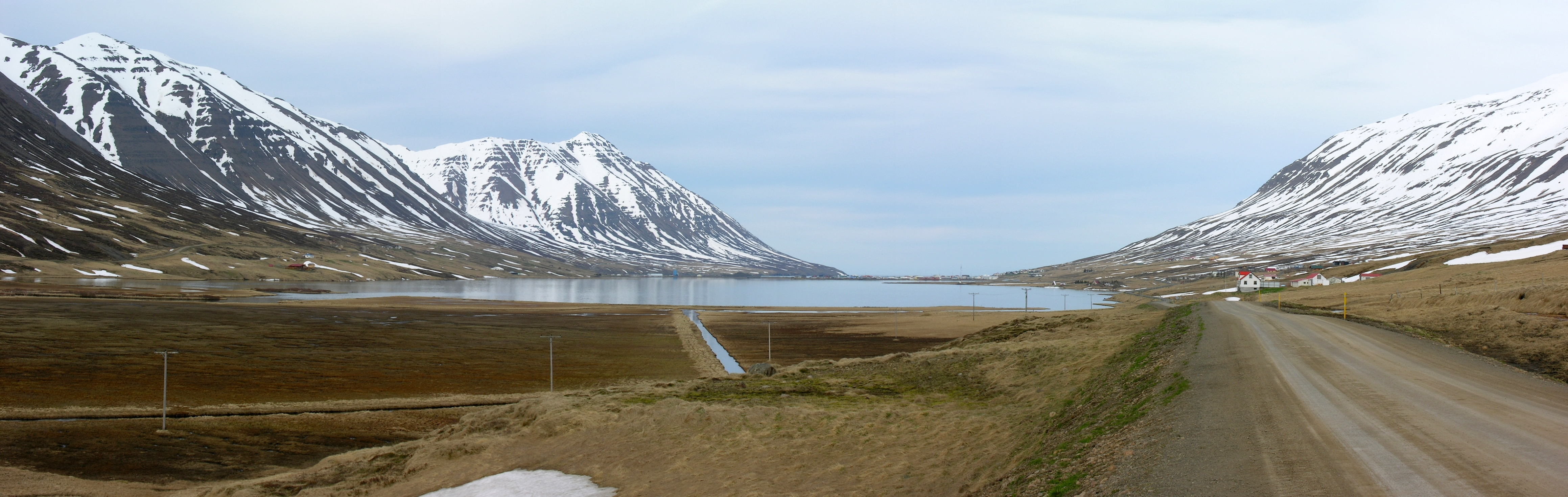
Ólafsfjörður, by och fjord

Ólafsfjörður är en liten stad på norra Island cirka 50 kilometer nordväst om Akureyri. Staden hade år 2016 796  invånare. Ólafsfjörður ligger vid fjorden med samma namn, en fjord som går ut i den största fjorden på norra Island, Eyjafjörður. I staden finns en viktig fiskehamn samt fiskförädlingsindustri.